# Liste der Naturdenkmale in Salzgitter
Die Liste der Naturdenkmale in Salzgitter nennt die Naturdenkmale in der kreisfreien Stadt Salzgitter in Niedersachsen.

## Naturdenkmale
Am 31. Dezember 2016 waren in Salzgitter 20 Naturdenkmale verzeichnet.
| Bild            | Bezeichnung             | Ort, Lage                                                                  | Beschreibung | Schutzzweck | Nummer      |
| --------------- | ----------------------- | -------------------------------------------------------------------------- | --- | ----------- | ----------- |
| Fotos hochladen | Eiche                   | Salzgitter-Bad Burgundenstraße (52° 3′ 11,5″ N, 10° 22′ 29,1″ O)           | |             | ND SZ 00003 |
| BW              | 2 Eichen                | Barum Pfarranger (52° 7′ 16,5″ N, 10° 25′ 6,9″ O)                          | |             | ND SZ 00004 |
| BW              | Pyramideneiche          | Gebhardshagen Auf dem Gutshof (52° 6′ 13,9″ N, 10° 21′ 31,2″ O)            | |             | ND SZ 00006 |
| BW              | Pestlinde               | Lichtenberg Fredener Straße (52° 7′ 49,7″ N, 10° 17′ 6″ O)                 | |             | ND SZ 00009 |
| BW              | Linde                   | Thiede Am Eingang des Stiftes (52° 11′ 36,8″ N, 10° 28′ 22,5″ O)           | |             | ND SZ 00011 |
| Fotos hochladen | Eiche                   | Thiede Auf dem Stiftshofe (52° 11′ 36,2″ N, 10° 28′ 25,2″ O)               | |             | ND SZ 00013 |
| BW              | Eiche                   | Reppner Lesser Straße (52° 10′ 24,4″ N, 10° 18′ 23,2″ O)                   | |             | ND SZ 00015 |
| Fotos hochladen | Linde                   | Bruchmachtersen Siedlung (52° 8′ 20,6″ N, 10° 18′ 47,8″ O)                 | |             | ND SZ 00016 |
| Fotos hochladen | 4 Eichen                | Engelnstedt Auf der Graube 1 (52° 10′ 14,9″ N, 10° 21′ 6,3″ O)             | Naturdenkmal "Viereichen" (ND SZ 00017). Hier die auf der Nordseite des Hofes (Auf der Graube 2) stehenden drei Eichen des Naturdenkmals. Die vierte Eiche dieses Denkmals, auch "Friedenseiche" genannt, steht neben der Einfahrt zu diesem Hof. |             | ND SZ 00017 |
| BW              | Eiche                   | Lichtenberg Kirchenwinkel (52° 7′ 37,9″ N, 10° 17′ 13,4″ O)                | |             | ND SZ 00018 |
| BW              | Eiche                   | Lesse Bereler Straße (52° 9′ 45,3″ N, 10° 15′ 13,3″ O)                     | |             | ND SZ 00019 |
| BW              | Eiche                   | Heerte Hölle (52° 7′ 26,4″ N, 10° 23′ 11,5″ O)                             | |             | ND SZ 00020 |
| Fotos hochladen | Eiche                   | Lebenstedt Thiestraße (52° 9′ 3,5″ N, 10° 19′ 34,6″ O)                     | |             | ND SZ 00021 |
| BW              | Eiche                   | Heerte Zingelstraße (52° 7′ 32,2″ N, 10° 23′ 23″ O)                        | |             | ND SZ 00027 |
| Fotos hochladen | Eiche                   | Lebenstedt Klunkau (52° 9′ 3″ N, 10° 19′ 32,3″ O)                          | |             | ND SZ 00029 |
| BW              | Kastanie                | Immendorf Seesener Straße (52° 8′ 46,1″ N, 10° 26′ 44,8″ O)                | |             | ND SZ 00032 |
| Fotos hochladen | Eiche                   | Lebenstedt Heckenstraße (Nordrand) (52° 9′ 9,5″ N, 10° 19′ 44″ O)          | |             | ND SZ 00033 |
| BW              | 2 Eichen                | Lesse Bereler Straße / Ecke Stobenstraße (52° 9′ 44,2″ N, 10° 15′ 25,8″ O) | |             | ND SZ 00034 |
| Fotos hochladen | Eiche                   | Engelnstedt Auf der Graube 2 (52° 10′ 15,8″ N, 10° 21′ 6,4″ O)             | Naturdenkmal Kaisereiche (ND SZ 00042) neben dem Haus "Auf der Graube 2" |             | ND SZ 00042 |
| BW              | Quelle „Wallbaumspring“ | Gebhardshagen Nördlich der Bartelszeche (52° 5′ 21,5″ N, 10° 20′ 22″ O)    | |             | ND SZ 00045 |